# Neooffice
Neooffice, i marknadsföring skrivet NeoOffice, är ett kontorspaket till MacOS som bygger på samma öppna källkod som Openoffice. Till skillnad från Openoffice behöver man emellertid inte ha X11 installerat, utan programmet körs direkt i Apples användargränssnitt Aqua.

## Funktioner
Neooffice har alla de funktioner man förväntar sig av ett Office-program. När man startar programmet kan man välja om man vill skapa en text, tabell, presentation, teckning, formel eller databas. Neooffice kan öppna och spara Microsoft Office-dokument samt exportera till PDF. Programmet hanterar bland annat både doc- och det nyare docx-formatet men kan i regel inte användas för att öppna lösenordsskyddade Microsoft Word-filer, ens om man har lösenordet tillgängligt.

## Historik
Programmet är inte en så kallad Universal Binary, men versioner finns både för Macintosh-datorer med PowerPC- såväl som x86-processorer. I grundversionen av programmet ingår menyer för engelska, franska, tyska och italienska. Menyer på svenska samt ytterligare 28 språk kan laddas ned separat. Svenskt språkstöd ingår också genom integration med Mac OS X inbyggda stavningskontroll.
Senaste versionen är 3.3 (maj 2013). Där används Apples Cocoa-arkitektur för att visa fönster, hantera menyer och utskrifter. Dessa funktioner sköttes i tidigare versioner via Java, och enligt programutvecklarna ska den nya programversionen därför snabba upp både programstart och utskrifter.
Neooffice har i tidigare versioner var ett shareware-program. Sedan version 3.2 är man ett så kallat donationware-program, vilket i praktiken kräver att betalar (tillverkarens språkbruk är "donation") minst motsvarande 10 US-dollar (8 euro) för att kunna ladda ner programmet. Därefter har man fria möjligheter till nedladdning och uppdateringar under ett års tid. Efter presentationen av version 3.3 har dock version 3.2.1 gjorts gratis tillgänglig.
Version 3.3 är kompatibel med OS X 10.6–10.8, medan den äldre versionen 3.2.1 stöder 10.5–10.7. Version 3.3 stöder också visning av grafik och menyer i högupplösning, det som Apple kallar Retina.

## Mottagande
Neooffice är en av de programsviter som lanserats som en ersättning för dem som inte velat köpa/använda Microsoft Office men ändå ha motsvarande funktioner och kompatibilitet. Staroffice, Openoffice.org och Libreoffice är namn på några av de andra sviterna. Det är specifikt utvecklat för Mac OS X, och det faktum att programmet inte kräver installation av den separata fönstermiljön X11 har lockat en del användare. Den senaste versionen, som ersatt Java med Cocoa, har fått goda vitsord för ökad hastighet (även jämfört med Microsoft Office) och genomarbetade hjälpfunktioner. Recensenten på Softonic.com ansåg dock att presentationsdelen saknade en del jämfört med sina konkurrenter.